# Der Unhold
Der Unhold (Engels: The Ogre; Frans: Le Roi des aulnes) is een Frans-Duits-Britse dramafilm uit 1996 onder regie van Volker Schlöndorff. Het scenario is gebaseerd op de roman Le Roi des aulnes (1970) van de Franse auteur Michel Tournier.

## Verhaal
De Franse kindervriend Abel Tiffauges wordt er tijdens de oorlog van beticht dat hij kinderen molesteert. Hij wordt gevangengenomen door de Duitsers en ingezet als trainingsleider voor een kamp in het kasteel Kaltenborn. Tiffauges is gelukkig, omdat hij voor Duitse kinderen kan zorgen, maar hij helpt zo wel de nazi's in hun strijd.

## Rolverdeling
| Acteur              | Personage             |
| ------------------- | --------------------- |
| John Malkovich      | Abel Tiffauges        |
| Armin Mueller-Stahl | Graaf von Kaltenborn  |
| Gottfried John      | Hoofdboswachter       |
| Marianne Sägebrecht | Mevrouw Netta         |
| Volker Spengler     | Hermann Göring        |
| Heino Ferch         | SS-officier Raufeisen |
| Dieter Laser        | Professor Blättchen   |
| Agnès Soral         | Rachel                |
| Sasha Hanau         | Martine               |
| Luc Florian         | Krijgsgevangene       |
| Laurent Spielvogel  | Krijgsgevangene       |
| Marc Duret          | Krijgsgevangene       |
| Philippe Sturbelle  | Krijgsgevangene       |
| Vernon Dobtcheff    | Advocaat              |
| Jacques Ciron       | Openbare aanklager    |